# Marja Elfman
Marja Therése Elfman (verheiratete von Stedingk; * 5. August 1972 in Hällefors, Örebro län) ist eine ehemalige schwedische Freestyle-Skierin. Sie war auf die Buckelpisten-Disziplinen Moguls und Dual Moguls spezialisiert und gewann zwei Disziplinenwertungen sowie sechs Rennen im Weltcup.

## Biografie
Marja Elfman gab am 12. Dezember 1992 in Tignes ihr Debüt im Freestyle-Skiing-Weltcup. Nachdem sie anfangs nicht die gewünschten Resultate erzielen konnte, startete sie in der Saison 1995/96 vor allem im Europacup. Mit Siegen in Garmisch, Špindlerův Mlýn und Bled entschied sie die Moguls-Disziplinenwertung für sich und belegte zudem Rang drei der Gesamtwertung. Gegen Ende des Winters gelangen ihr auch im Weltcup erste Spitzenergebnisse und sie gewann ihren ersten von fünf schwedischen Meistertiteln.
Nach durchwachsenem Saisonstart feierte Elfman im Januar 1997 auf den Dual Moguls (Parallelbuckelpiste) in Blackcomb ihren ersten Weltcupsieg. Bei den Weltmeisterschaften in Iizuna Kōgen wurde sie Neunte. Im folgenden Dezember gelang ihr in La Plagne ihr erster und einziger Weltcupsieg in der Einzeldisziplin, bei den Olympischen Spielen von Nagano kam sie als aussichtsreiche Medaillenkandidatin nicht über Rang zwölf hinaus. Am Ende der Saison gewann sie erstmals die Moguls-Disziplinenwertung und klassierte sich auf der Parallelbuckelpiste nach einem weiteren Sieg als Gesamtzweite. Dieses Niveau konnte sie 1998/99 halten, verlor die Disziplinenwertung aber an die punktegleiche Ann Battelle. Im Rahmen der Weltmeisterschaften in Meiringen-Hasliberg verpasste sie als Vierte und Fünfte die Medaillenränge in beiden Wettkämpfen äußerst knapp. Nachdem sie 2000 ein zweites Mal die Moguls-Disziplinenwertung gewonnen hatte, beendete sie ihre aktive Laufbahn im Leistungssport.
Marja Elfman ist verheiratet und arbeitet für das Sveriges Olympiska Kommitté, unter anderem im Dienst der Olympischen Jugendspiele.
Ihre Nichte Hanna Aronsson Elfman ist als Skirennläuferin aktiv.

## Erfolge

### Olympische Spiele
- Nagano 1998: 12. Moguls

### Weltmeisterschaften
- Nagano 1997: 9. Moguls
- Meiringen-Hasliberg 1999: 4. Moguls, 5. Dual Moguls

### Weltcupwertungen
| Saison  | Gesamt | Gesamt | Moguls | Moguls | Dual Moguls | Dual Moguls |
| Saison  | Platz  | Punkte | Platz  | Punkte | Platz       | Punkte      |
| ------- | ------ | ------ | ------ | ------ | ----------- | ----------- |
| 1992/93 | 94.    | 4      | 44.    | 36     | –           | –           |
| 1993/94 | 92.    | 5      | 42.    | 40     | –           | –           |
| 1994/95 | 83.    | 9      | 36.    | 60     | –           | –           |
| 1995/96 | 62.    | 24     | 25.    | 188    | 14.         | 92          |
| 1996/97 | 44.    | 57     | 14.    | 284    | 5.          | 368         |
| 1997/98 | 5.     | 93     | 1.     | 560    | 2.          | 340         |
| 1998/99 | 5.     | 92     | 2.     | 368    | 2.          | 236         |
| 1999/00 | 3.     | 94     | 1.     | 468    | 4.          | 332         |

### Weltcupsiege
Elfman errang im Weltcup 20 Podestplätze, davon 6 Siege:
| Datum             | Ort         | Land       | Disziplin   |
| ----------------- | ----------- | ---------- | ----------- |
| 18. Januar 1997   | Blackcomb   | Kanada     | Dual Moguls |
| 15. März 1997     | Hundfjället | Schweden   | Dual Moguls |
| 20. Dezember 1997 | La Plagne   | Frankreich | Moguls      |
| 2. März 1998      | Châtel      | Frankreich | Dual Moguls |
| 21. Februar 1999  | Madarao     | Japan      | Dual Moguls |
| 16. März 2000     | Livigno     | Italien    | Dual Moguls |

### Europacup
- Saison 1995/96: 3. Gesamtwertung, 1. Moguls-Wertung
- 8 Podestplätze, davon 3 Siege:

| Datum            | Ort                    | Land        | Disziplin |
| ---------------- | ---------------------- | ----------- | --------- |
| 5. Januar 1996   | Garmisch-Partenkirchen | Deutschland | Moguls    |
| 20. Januar 1996  | Špindlerův Mlýn        | Tschechien  | Moguls    |
| 17. Februar 1996 | Bled                   | Slowenien   | Moguls    |

### Weitere Erfolge
- 5 schwedische Meistertitel (Moguls 1996, 1998, 1999 und 2000, Dual Moguls 2000)[4]